# Cheiramiona krugerensis
Cheiramiona krugerensis is een spinnensoort uit de familie van de Cheiracanthiidae.
De wetenschappelijke naam van de soort werd in 2003 gepubliceerd door Lotz.